# Droga do Guantánamo
Droga do Guantánamo (ang. The Road to Guantánamo) − brytyjski film dokumentalny z 2006 roku w reżyserii Michaela Winterbottoma i Mata Whitecrossa.

## Fabuła
Prawdziwa historia czterech brytyjskich muzułmanów, którzy zostają aresztowani, posądzeni o szerzenie terroryzmu i osadzeni w więzieniu Guantánamo.

## Obsada
- Mark Holden – amerykański przesłuchujący
- Christopher Fosh – strażnik w Guantánamo
- Nancy Crane – wojskowy przesłuchujący
- Steven Beckingham – sierżant / strażnik więzienny
- Riz Ahmed – Shafiq Rasul
- Ian Hughes – przesłuchujący z MI5
- Arfan Usman – Asif Iqbal
- Mark Sproston – pracownik ambasady